# India en los Juegos Olímpicos de Río de Janeiro 2016
India estuvo representada en los Juegos Olímpicos de Río de Janeiro 2016 por un total de 112 deportistas, 61 hombres y 51 mujeres, que compitieron en 15 deportes.
El portador de la bandera en la ceremonia de apertura fue el tirador Abhinav Bindra.

## Medallistas
El equipo olímpico indio obtuvo las siguientes medallas:
| Nombre         | Deporte     | Competición  |
| -------------- | ----------- | ------------ |
| Oro            |             |              |
| —              |             |              |
| Plata          |             |              |
| Pusarla Sindhu | Bádminton   | Individual F |
| Bronce         |             |              |
| Sakshi Malik   | Lucha libre | 58 kg F      |